# Le Petit Royaume
Le Petit Royaume est une nouvelle de l'auteur japonais Jun'ichirō Tanizaki (1886-1965) publiée dans le numéro d'août 1918 de la revue Chûgai.
Le Petit Royaume est un récit à clefs qui se distingue tout particulièrement par son sujet original, unique dans l'œuvre de Tanizaki : une immersion dans un univers scolaire, celui des enfants observés par un adulte.

## Résumé
Un instituteur, dans une école primaire d'un village de province, se voit confronté à une situation délicate. Un de ses élèves, le jeune Shôkichi Numakura, de nature timide et réservé, devient le leader charismatique et admiré de toute la classe. Il prend le contrôle de ses camarades et fonde une sorte de société interne à l'école, avec un système monétaire, un règlement… Le professeur va se servir de son élève pour maintenir l'ordre dans sa classe. Une décision dont les conséquences vont être difficiles à maîtriser. Ce qui passe pour un jeu aux yeux du maître, va rejoindre la réalité.

## Sources d'inspiration
Tanizaki s'est inspiré, pour créer le personnage de Numakura, d'un de ses camarades d'école à Tokyo, un certain Shinoda Gentarō, surnommé « Nossan ». Ce garçon, presque aussi fascinant et malfaisant que le protagoniste de la fiction, avait réussi à mettre la classe sous sa coupe, se plaçant ainsi en position de conflit ouvert avec l'instituteur. Il précise :

« Quantité de détails […] ne doivent absolument rien à la réalité ou sont très exagérés, mais l'empire sans partage exercé par Numakura sur ses condisciples, l'autorité quasi stalinienne avec laquelle il s'impose à des dizaines de ses camarades sont à l'image même de ce qu'était Nossan. »

— Années d'enfance, chapitre Le Petit Royaume
Un peu plus loin, Tanizaki raconte qu'en compagnie de son ami de toujours, Sasanuma Gen.ishirō, alors élevé au rang de « ministre des Finances », il a participé à la fabrication de fausse monnaie dans des circonstances fort semblables à celle de la fiction.

## Thèmes
Trois thèmes s'entrelacent. D'abord la cruauté, non seulement du meneur, mais des autres enfants et de l'instituteur lui-même, sous couvert de sa « pose » pédagogique ; ensuite le rapport de force, quasiment dialectique, entre les personnages, autorisant des revirements redoutables ; enfin, la parodie du système politico-économique telle que Tanizaki, pourtant avare de considérations générales, la laisse clairement entendre. Certains critiques au Japon mentionnent ce texte comme l'unique écrit politique de Tanizaki, mettant en scène une sorte de « communisme impossible », dictatorial, utopiste et inadapté. Mais en l'absence de héros positif, la position de Tanizaki demeure subtile, voire ambiguë. Un peu moins d'un an après la Révolution d'Octobre 1917, ce texte constitue en tout cas un témoignage sur la société et sur la misère de l'époque — un point de vue en effet exceptionnel dans son œuvre.

## Traductions
- Junichirô Tanizaki, Le Petit Royaume «in» Le Chat, son maître et ses deux maîtresses, Paris, Gallimard, coll. « Du monde entier », 1994 (ISBN 978-2-07-040167-3)
- Ein kleines Königreich, trad. allemande par Jürgen Berndt et Eiko Saito-Berndt, Träume aus sehn Nächten. Moderne japanische Erzählungen, Aufbau-Verlag, Berlin, 1975.
- The Little Kingdom, trad. anglaise par Paul McCarthy, in A Cat, a Man and Two Women, Kōdansha International, Tōkyō, 1990